# (466390) 2013 SQ45
(466390) 2013 SQ45 es un asteroide perteneciente al cinturón de asteroides, descubierto el 26 de octubre de 2008 por el equipo Spacewatch desde el Observatorio Nacional de Kitt Peak (Arizona, Estados Unidos).